# Glaucocharis fusca
Glaucocharis fusca là một loài bướm đêm trong họ Crambidae.